# Notre-Dame-de-l’Assomption (Saint-Tropez)

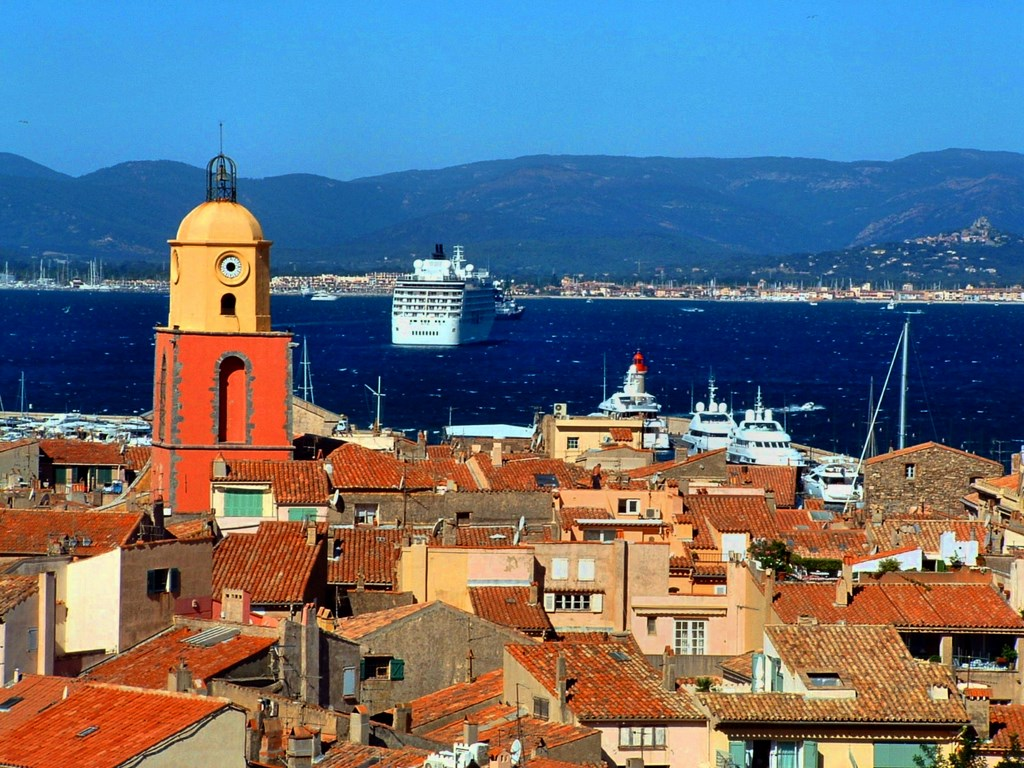
Notre-Dame-de-l’Assomption (Saint-Tropez)

Die Kirche  Notre-Dame-de-l’Assomption ist eine römisch-katholische Kirche in der südfranzösischen Stadt Saint-Tropez. Das Gebäude steht seit 1981 als Monument historique unter Denkmalschutz.

## Lage und Patrozinium
Die Kirche befindet sich im Herzen der Altstadt am oberen Ende der Rue de l’Église. Sie trägt das Patrozinium Mariä Aufnahme in den Himmel.

## Geschichte

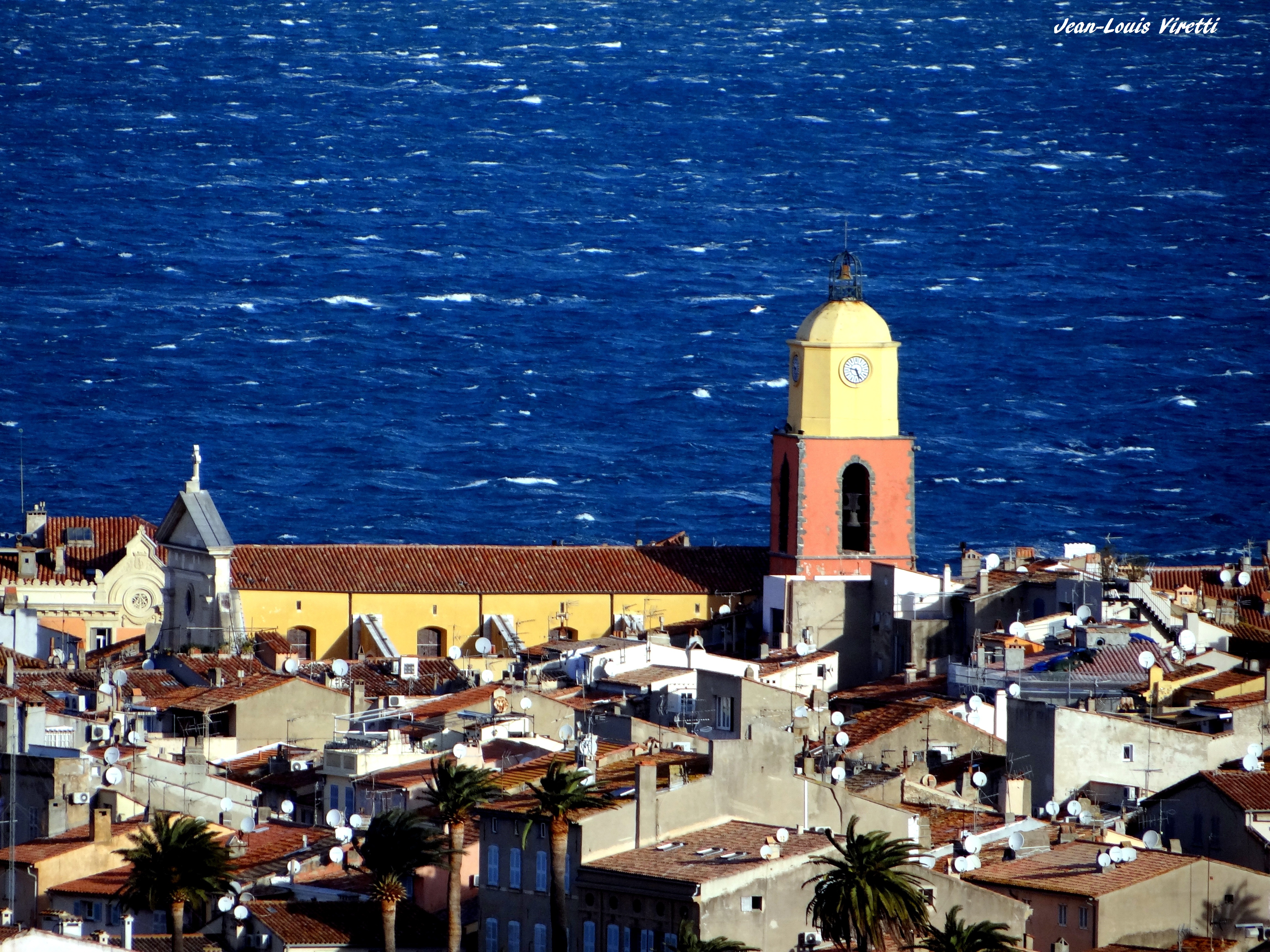
Notre-Dame-de-l’Assomption (Saint-Tropez)

Der heutige Kirchenbau im Stil des italienischen Barock wurde 1784 fertiggestellt. Der Campanile stammt von 1694.

## Ausstattung
Die Kirche verfügt über eine Büste des heiligen Tropez. Weitere Statuen und Büsten betreffen Madonna mit Kind, Josef von Nazareth (mit Jesuskind), Petrus, Paulus von Tarsus, Dominikus und Rochus von Montpellier. Die Orgel des Orgelbauers Pascal Quoirin von 1991 hat 28 Register. Das Gehäuse ist barock.